# Chow Kwong Choi
Chow Kwong Choi (nascido em 3 de dezembro de 1943) é um ex-ciclista honconguês. Competindo no ciclismo de estrada e pista, representou o Hong Kong em três provas nos Jogos Olímpicos de 1964, realizados em Tóquio, Japão.